# Hr. Peabody & Sherman
Hr. Peabody & Sherman (en: Mr. Peabody & Sherman) er en animeret spillefilm fra 2014.

## Medvirkende
| Original stemme    | Dansk stemme      | Figur                                               |
| ------------------ | ----------------- | --------------------------------------------------- |
| Ty Burrell         | Lasse Rimmer      | Hr. Peabody                                         |
| Max Charles        | Oscar Dietz       | Sherman                                             |
| Ariel Winter       | Iris Mealor Olsen | Penny Peterson                                      |
| Leslie Mann        | Karoline Munksnæs | Patty Peterson, Pennys mor                          |
| Stephen Colbert    | Caspar Phillipson | Paul Peterson, Pennys far                           |
| Allison Janney     | Søs Egelind       | Frk. Grunion fra børneforsorgen                     |
| Stephen Tobolowsky |                   | Skoleinspektør Purdy på Shermans skole              |
| Stanley Tucci      |                   | Leonardo da Vinci                                   |
| Patrick Warburton  |                   | Agamemnon                                           |
| Zach Callison      |                   | Kong Tut                                            |
| Steve Valentine    |                   | Kong Tuts vezir                                     |
| Dennis Haysbert    |                   | Dommeren, som giver forældremyndigheden til Peabody |
| Leila Birch        |                   | Tidsmaskinen WABAC/Tidmak                           |

Derudover medvirker andre historiske personer; Albert Einstein (Mel Brooks), Mona Lisa (Lake Bell), Marie-Antoinette (Lauri Fraser), Maximilien Robespierre (Guillaume Aretos), George Washington, Abraham Lincoln, Bill Clinton, Isaac Newton (Jess Harnell), Odysseus (Tom McGrath), Aias den Lille (Al Rodrigo) og Spartacus (Walt Dohrn).
Der er også gæsteoptrædener, som ikke er stemmelagt som Benjamin Franklin, Mahatma Gandhi, William Shakespeare, Ludwig van Beethoven, Vincent van Gogh, Brødrene Wright, Jackie Robinson og Moses.